# Чоботарська синагога
Чоботарська синагога — єврейська релігійна споруда у Харкові. Відома як 2-ге відділення 3-ї єврейської молитовні. Знаходилася на вул. Чоботарській, 17 (також 15/17). Поруч — «Єшива ктана» і «Єшива гдола» Харківської єврейської громади.
Перше відділення було ашкеназьким, друге — сефардським. Синагога була побудована за проєктом архітектора Бориса Ісааковича Гершковича в 1912 році. Відкриття відбулося в наступному році. Діяла до 1930-х, коли була закрита, будівлю націоналізувала радянська влада і відкрила тут відділ ДАІ. Після здобуття Україною незалежності, у 2003 році, будівлю вдалося повернути початковим власникам. Була відкрита єврейська школа.
Головний фасад вцілів. Ця будівля в цегляному стилі. Жовтий фасад з потрійними вікнами на першому поверсі й одинарним вікном на другому поверсі, обрамлені білими карнизами та загальними арками.
Вранці 15 березня 2022 року під час повномасштабного вторгнення російської армії в Україну єшива Харківської єврейської громади зазнала пошкоджень. Ракетою чи уламком був пробитий дах будівлі.